# Swietenia humilis
Swietenia humilis, llamado popularmente caoba del Pacífico, es un árbol de la familia Meliaceae. Hay tres especies madereras del género Swietenia, las tres se conocen genéricamente como caobas. Las otras especies son: S. mahagoni y S. macrophylla. La especie se denomina, humilis, que significa 'modesta', 'humilde'. El árbol a menudo tiene una presencia retorcida poco esbelta en comparación con otras caobas. Algunos botánicos consideran a S. humilis como una mera variedad de S. macrophylla.
Sus nombres comunes son muy diversos: caoba en El Salvador, caoba de la costa del Pacífico, caoba del Pacífico, caoba de Honduras, caobilla, cobano, gateado, sopilocuahuilt, venadillo y zapatón. En el comercio de maderas se la conoce como  caoba de Honduras y caoba mexicana.
El árbol ha sido sobreexplotado ya que su madera es muy valiosa para la fabricación de mobiliario fino. También es una planta de gran interés como materia prima para la obtención de aceite de semillas y otros componentes útiles para la industria farmacéutica.

## Distribución y hábitat

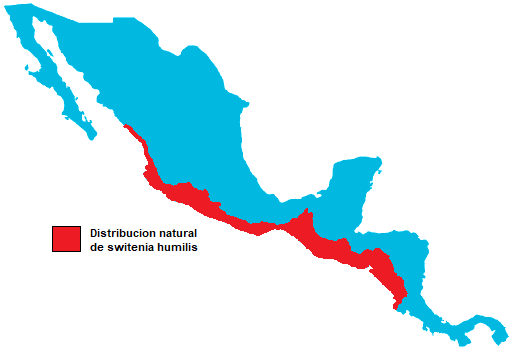
Distribución de caoba mexicana generalizada(hábitat se encuentra muy fragmentado)

El área de crecimiento natural del árbol se centra en las zonas del oeste de la Sierra Madre, abarcando México, Guatemala, Belice, Honduras y El Salvador. El territorio de Guatemala y Honduras se extiende entre ambos océanos, del Pacífico al Atlántico. Por Honduras se extiende desde el oeste de Sierra Madre hasta la zona colindante con Honduras dentro de la misma cordillera. También crece por la mitad norte de la costa del Pacífico de Costa Rica cuenta con esta especie y también confluye otras caobas. S. humilis llega a los 1200 m de altitud. Se desarrolla tanto en la selva húmeda como en la más seca de hoja caduca, en la sabana, en el matorral bajo y en las colinas rocosas. También ocupa los márgenes de las tierras cultivadas. La especie, a pesar de haber soportado talas sin freno, todavía cuenta con ejemplares de cierto porte muy repartidos. Los ejemplares grandes son una excepción.

## Protección legal internacional
El tratado multilateral CITES (the Convention on International Trade in Endangered Species of Wild Fauna and Flora) cita S. humilis en el Apéndice II (lo que afecta a todos sus derivados industriales salvo las semillas). Se evalúa en la Lista Roja de la UCN (International Union for Conservation of Nature) como Vulnerable (Versión 2011.2).

## Toxicología
Tanto la corteza como la semilla son considerados tóxicos. Sus extractos inhiben el crecimiento de ciertas larvas, como el Tenebrio molitor o 'gusano de la harina'. También ha mostrado su efectividad contra las larvas de Ostrinia nubilalis, el 'taladro del maíz', e igualmente contra la Spodoptera frugiperda, llamado 'cogollero del maíz'.

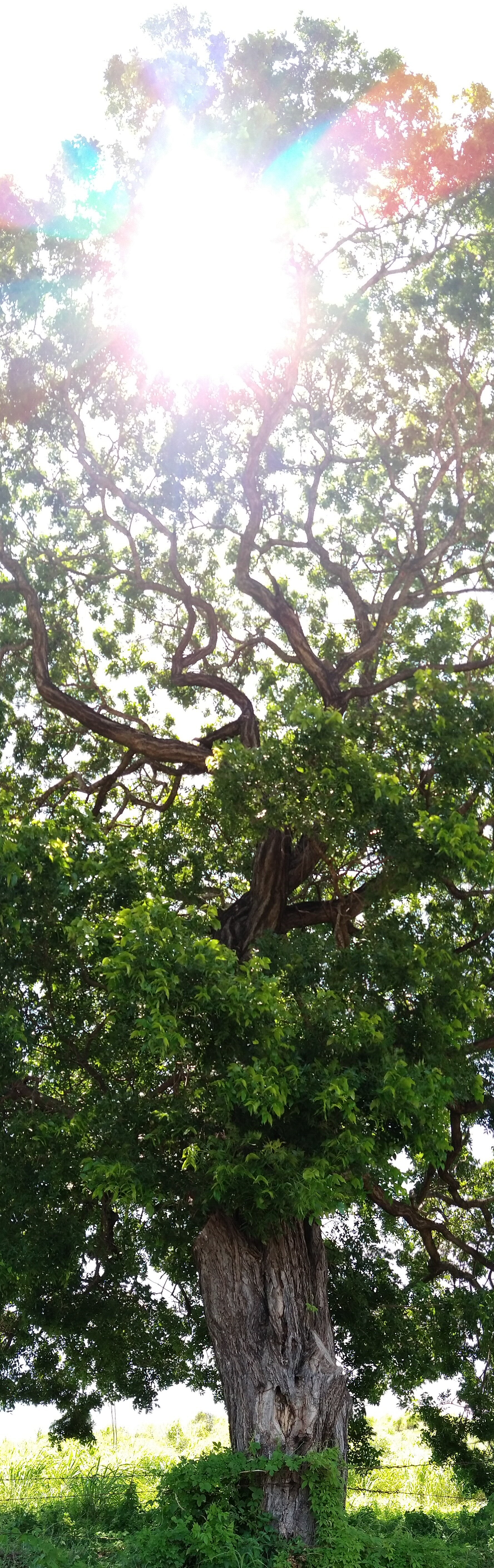
Majestuosa caoba en la costa grande de Guerrero

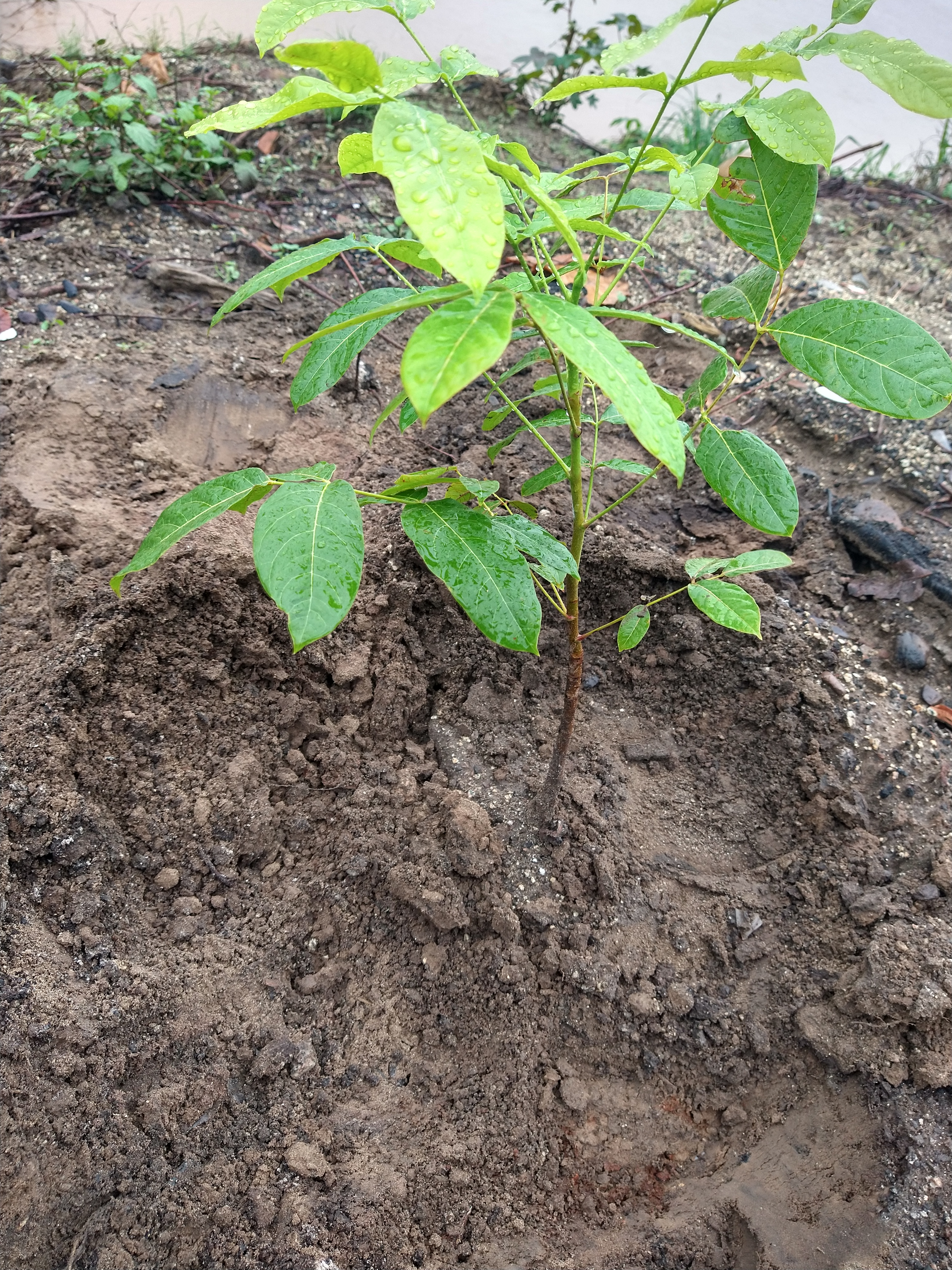
pequeña caoba plantada

## Medicina
Las semillas de S. humilis se usan en la medicina tradicional para tratar los problemas pectorales, catarros, tos, e incluso cáncer y amebiasis por sus propiedades antihelmínticas. La industria farmacéutica estudia las semillas desde el año 1990.

## Aceite de semillas
A pesar de su toxicidad, las semillas muestran cualidades positivas que se aproximan a las del aguacate y a las del aceite de girasol. La semilla germinada rinde hasta un 45% de su peso en aceite. De esta producción se obtiene un 18% de ácidos grasos saturados, (principalmente palmítico y esteárico), y un 30% de poliinsaturados (básicamente linoléico y linolénico). Las semillas, además, despiertan mucho interés comercial en cuanto a la posible aplicación que sus componentes puedan tener tanto en cosmética como en su uso como pesticida.